# Fabrizio Busticchi
Fabrizio Sandro Paolo Busticchi (Milano, 16 novembre 1953 – Milano, 15 febbraio 2017) è stato un fumettista italiano.

## Biografia
Dopo il diploma in grafica pubblicitaria all'Istituto d'arte di Monza, lavora inizialmente come illustratore per la Rizzoli; a metà degli anni settanta inizia a collaborare disegnando fumetti per diverse riviste come Corrier Boy, Intrepido, Full e SuperGulp; su quest'ultima definisce graficamente il personaggio di Allan Quatermain (ispirato all'omonimo personaggio di Henry Rider Haggard) per una serie di storie scritte da Alfredo Castelli che poi fungerà da prototipo per un altro personaggio di Castelli, Martin Mystère, protagonista di una serie della Sergio Bonelli Editore che esordirà nel 1982 e alla quale Busticchi collaborerà nel 1991 realizzando alcune alcune tavole di un episodio in cui compare il suo antesignano Allan Quatermain; nel 1993 entra nello staff della serie Mister No lavorando in coppia con Luana Paesani, con la quale collaborerà anche per altre serie dello stesso editore, Demian, Saguaro e Universo Alfa, Spin-off di Nathan Never.